# Nkimi
Nkimi és un municipi de Guinea Equatorial, de la província de Centre Sud, a la zona continental del riu Muni o Mbini. El 2005 tenia 3.313 habitants.
Les primeres eleccions democràtiques van ser el setembre del 1995. El Partit Democràtic de Guinea Equatorial (PDGE) es va atribuir la victòria, però tant els observadors internacionals com els partits de l'oposició que hi eren ho van negar. En aquell moment el PDGE va començar a arrestar i maltractar els oponents polítics. Va ser el cas del guanyador legítim de les eleccions a l'alcaldia de Nkimi, Alberto Ngomo Mfumu, del Partit del Progrés, i de la seva esposa, Francisca Nzang Ebasi, que van ser detinguts i maltractats repetidament entre el maig i l'agost del 1996, segons va denunciar Amnistia Internacional.